# Kétszínű pókhálósgomba
A kétszínű pókhálósgomba (Cortinarius cagei) a pókhálósgombafélék családjába tartozó, Európában honos, fenyvesekben és lomberdőkben élő, nem ehető gombafaj. 

## Megjelenése
A kétszínű pókhálósgomba kalapja 2-7 cm széles, alakja kúpos vagy harangszerű, tompa púppal. Színe lilásbarna, gesztenyebarna, vörösesbarna, szárazon halvány okkeresre fakul (higrofán). Felszíne öregen felpikkelyesedik. Szélén fiatalon pókhálószerű vélummaradványok lehetnek.  
Húsa vizenyős, színe fehéres vagy halványlilás, a tönkben kékeslilás. Gyenge szaga földre vagy retekre emlékeztet, íze retekszerű. 
Széles lemezei tönkhöz nőttek. Színük anyagbarna, narancsbarna, idősen fahéjbarna. A lemezeket fiatalon fehér vagy kissé lilás, pókhálószerű kortina védi. 
Tönkje 4-10 cm magas és 0,5-1 cm vastag, hosszabb mint a kalap magassága. Alakja hengeres, a vége felé hegyesedő, üregesedik. Fiatalon az egész tönk lila, később kifehéredik, a lila szín már csak a tönk alján fedezhető fel.
Spórapora dohánybarna. Spórája elliptikus vagy tojásdad, szemölcsös, mérete 7-9,4 x 5-6,2 µm.

### Hasonló fajok
A rozsdás pókhálósgomba, a fahéjvörös pókhálósgomba, a lilásfehér pókhálósgomba hasonlít hozzá. 

## Elterjedése és termőhelye
Európában honos. 
Fenyvesek és ritkábban lombos erdőkben él, inkább savanyú talajon, moha között. Szeptembertől novemberig terem. 

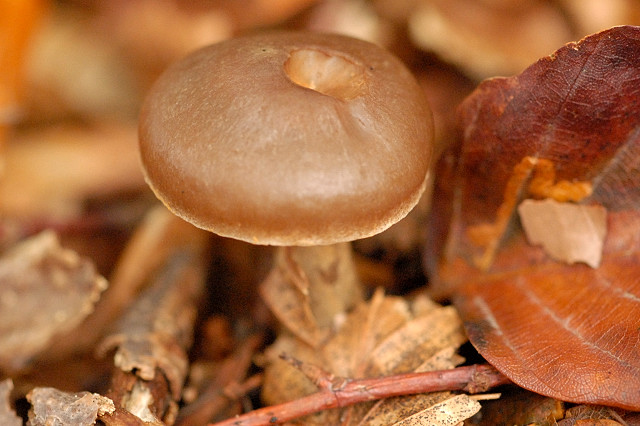
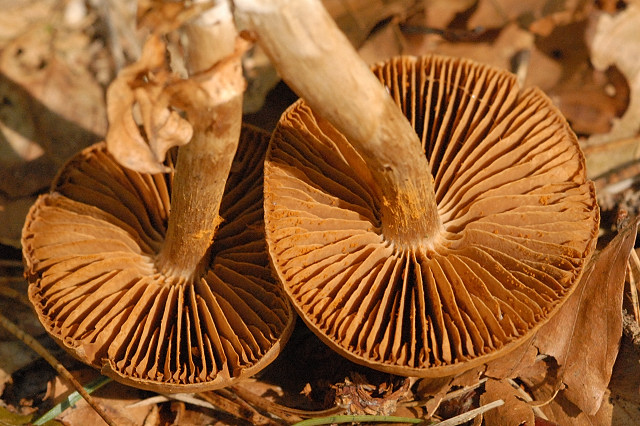
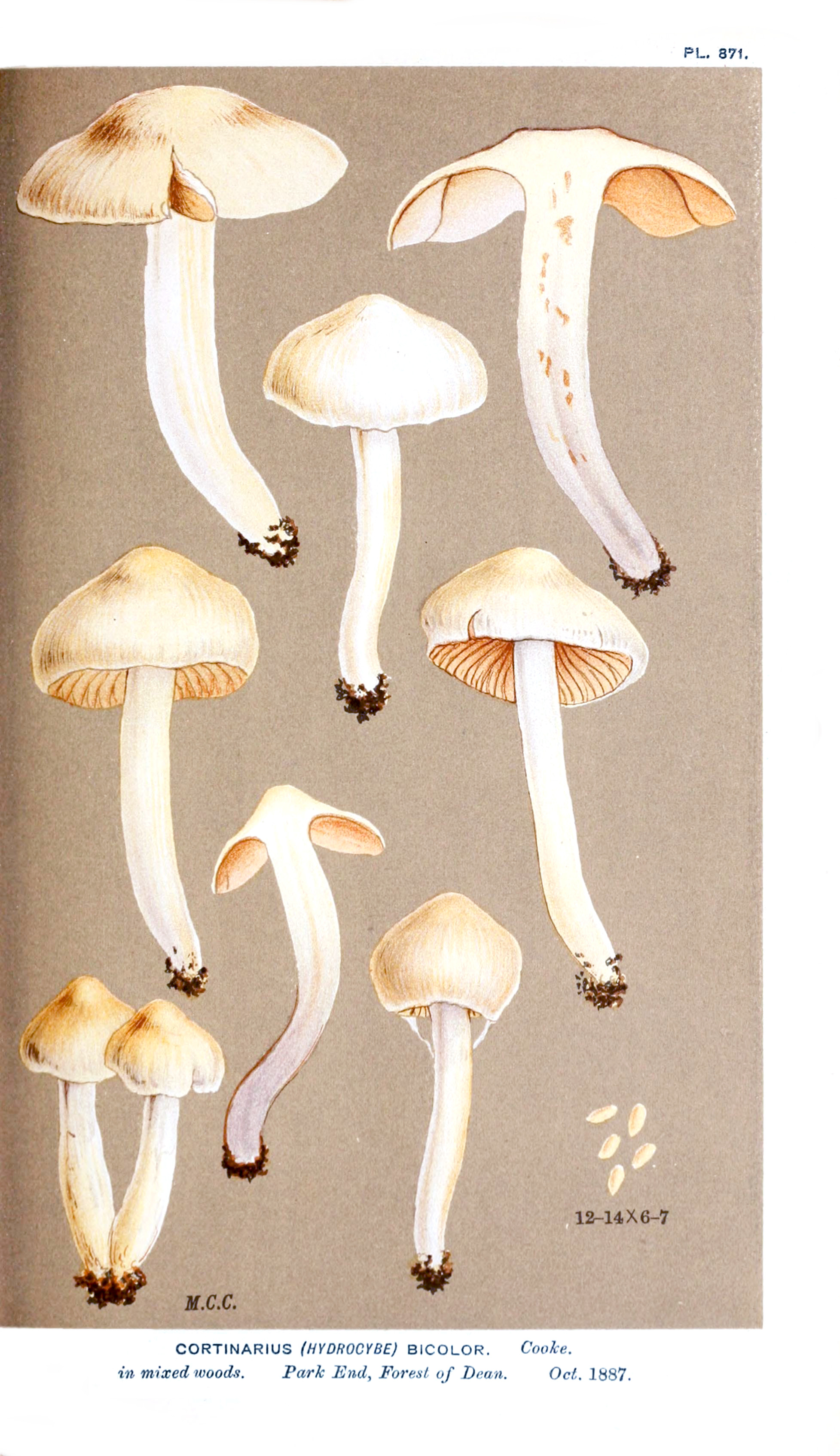

Nem ehető. 